# Sveti Juraj (Senj)
Sveti Juraj is een plaats in de gemeente Senj in de Kroatische provincie Lika-Senj. De plaats telt 692 inwoners (2001).